# Irene Kaminka Fischer

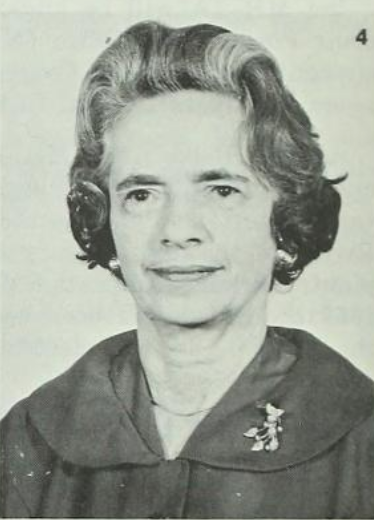
Irene K. Fischer. In einer Veröffentlichung der United States Army aus dem Jahr 1966

Irene Kaminka Fischer (* 27. Juli 1907 in Wien, Österreich; † 22. Oktober 2009 in Boston, Massachusetts, Vereinigte Staaten) war eine österreichisch-US-amerikanische Mathematikerin und Geodätin. Zu den bemerkenswerten Errungenschaften, an denen sie beteiligt war oder für die sie die alleinige Verantwortung trug, gehörten 1956 die Überarbeitung des Internationalen Ellipsoids, die Verfeinerung des Referenzellipsoids der National Aeronautics and Space Administration (NASA) für die Satellitenverfolgung, die Übertragung astrogeodätischer Abweichungen von der Vertikalen in Geoidkonturen, die Konstruktion des World Geodetic System von 1960 des US-Verteidigungsministeriums (auch bekannt als Fischer-Ellipsoid oder Mercury Datum von 1960, modifiziert 1968), die Schaffung des südamerikanischen Datums von 1969, die Abstimmung der ozeanografischen Nivellierung mit der geodätischen Nivellierung und die Konstruktion ozeanischer Kalibrierungszonen für die Satellitenaltimetrie.

## Leben und Werk
Fischer war die Tochter des Rabbi Armand/Aaron Kaminka, der Leiter des Maimonides-Instituts war und Gottesdienste im Wiener Musikverein leitete. Er arbeitete für die Alliance Israelite, untersuchte Pogrome in Osteuropa und sammelte in den USA und Westeuropa Geld, um den Opfern zu helfen. Fischer studierte an der Universität Wien von 1926 bis 1930 Lehramt für Mathematik und besuchte zwischen 1927 und 1929 auch Lehrveranstaltungen für darstellende und projektive Geometrie an der Technische Universität Wien.
1930 heiratete sie den Historiker und Geographen Eric Fischer. Die Familie Fischer leitete die Wiener Kinderbewahranstalt, die erste professionelle Kindergarten- und Kindergärtnerinnen-Ausbildungsstätte in Wien, die auch zu einem Zufluchtsort für Einwanderer aus Osteuropa wurde.
Fischer legte 1931 die Lehramtsprüfung ab. Sie unterrichtete dann bis 1938 als Gymnasiallehrerin an einem Realgymnasium. 1939 emigrierte sie mit ihrem Ehemann und ihrer Tochter wegen einer Verzögerung des US-Visums zunächst nach Palästina. Sie reisten mit der Bahn nach Italien und mit dem Schiff nach Palästina. Sie besuchte dort Kurse für Lehrer und von 1939 bis 1940 unterrichtete sie an einer privaten Mädchenschule. Im Februar 1941 konnte sie mit Unterstützung von Verwandten gemeinsam mit ihrer Familie mit dem Schiff um Ostafrika und das Kap der Guten Hoffnung nach Boston weiterreisen.

## Mathematikerin und Geodätin in den USA
Fischer arbeitete dort zunächst als Schneiderassistentin. Dann korrigierte sie für Wassily Leontief an der Harvard University, für Norbert Wiener am Massachusetts Institute of Technology (MIT) und arbeitete für John Rule am MIT an stereoskopischen projektiven Geometrietrajektorien. Sie unterrichtete Mathematik an der Brown and Nichols Preparatory School in Cambridge und dann an der Sidwell Friends School in Washington, D.C.
1952 begann sie als Mathematikerin in der Forschungs- und Analyseabteilung der Geodätischen Abteilung des Army Map Service (AMS) in Brookmont zu arbeiten. Dort wurde viel mit langsamen und mechanischen Rechenmaschinen gerechnet. Als Fischer ankam, arbeiteten dort Wissenschaftler wie John A. O’Keefe und William M. Kaula. Im Rahmen ihrer Arbeit für das Mercury-Weltraumprogramm entwickelte sie das Mercury Datum, ein 3D-Modell der Erde. Sie berechnete auch Entfernungen zum Mond, die sich für die Apollo-Missionen als grundlegend erweisen sollten. Ihre Arbeit bildete die Grundlage für das Koordinatensystem, das zum einheitlichen World Geodetic System wurde, welches für Navigationstechniken wie die GPS-Technologie von grundlegender Bedeutung ist.
Das 1960 World Geodetic System des US-Verteidigungsministeriums (DOD) wurde von Fischer erstellt und 1960 veröffentlicht. Heute ist es allgemein als 1960 Fischer Ellipsoids bekannt. Es handelt sich um eine Abbildung der Form der Erde. Dies war das zu dieser Zeit beste nicht klassifizierte Ellipsoid. Daher verwendete die NASA es für das Mercury-Projekt, das 1961 seinen ersten bemannten Start hatte.
Für Fischer boten sich außergewöhnliche Möglichkeiten, da die Vereinigten Staaten im Gegensatz zu europäischen Ländern keine universitären Fakultäten für Geodäsie hatten, bis 1951 die Ohio State University eine solche gründete. Agenturen wie AMS und der U.S. Coast and Geodetic Survey stellten Astronomen, Mathematiker und andere Wissenschaftler ein und bildeten sie durch interne Kurse zu Geodäten aus. Nachdem sie sich mit der Wissenschaft und den umfangreichen Rechenanforderungen vertraut gemacht hatte, erstellte Fischer Geoidkarten und regionale Datumsangaben. Später erweiterte sie den Umfang ihrer Arbeit auf globale Daten, da künstliche Satelliten den Bedarf dafür und die Daten zu ihrer Konstruktion lieferten. In ihren letzten Jahren bei der damaligen Defense Mapping Agency begann Fischer sich mit Themen wie der ozeanografischen Nivellierung und den Gründen, warum diese sich von der geodätischen Nivellierung unterschied, zu beschäftigen.
Während Fischers Amtszeit und größtenteils aufgrund ihrer Beiträge wurde der Army Map Service als eines der wichtigsten Zentren geodätischer Aktivitäten im Land anerkannt.
Sie hielt Vorträge und schrieb über 100 Aufsätze, Artikel und Bücher in ihrem Fachgebiet. 1965 schrieb sie ein Geometrie-Lehrbuch und veröffentlichte nach ihrer Pensionierung ihre Memoiren.
Bereits in Palästina hatte sie 1941 eine Kurzschrift für Hebräisch entwickelt und gelehrt, die dem Andenken ihres Schwiegervaters gewidmet war, der Stenograf im Wiener Parlament gewesen war. Sie brachte sich selbst Russisch bei, damit sie die Fachliteratur lesen konnte, half ihren Kollegen, Grundkenntnisse in Deutsch zu erwerben, und brachte sich selbst Jiddisch bei, um die Geschichte des Dorfes zu erforschen, aus dem ihr Vater stammte.
Sie starb 2009 im Alter von 102 Jahren in Boston.

## Auszeichnungen  und Ehrungen (Auswahl)
- Meritorious Civilian Service Medal der US-Armee
- Ehrendoktorwürde der Universität Karlsruhe
- Fellow der American Geophysical Union
- 1979: Mitglied der National Academy of Engineering
- 2008: Wall of Fame of notable topographers im Army Geospatial Center, Alexandria, Virginia[1][3]

## Veröffentlichungen (Auswahl)
- Modification of the Mercury Datum. In: Military Engineer. Band 61, Nr. 401, 1968, S. 191–193.
- Gravimetric interpolation of deflections of the vertical by electronic computer. In: Bulletin Géodésique. Band 81, Nr. 1, 1966, S. 267–275.
- Slopes and Curvatures of the Geoid from Gravity Anomalies by Electronic Computer. In: Journal of Geophysical Research. Band 71, Nr. 20, 1966, S. 4909.
- The Parallax of the Moon in Terms of a World Geodetic System. In: Astronomical Journal. Band 67, Nr. 6, 1962, S. 373–378.
- Die gegenwärtige Ausdehnung des astronomisch-geodätisch bestimmten Geoids und das davon abgeleitete geodätische Weltdatum. Übers. von L. Kolb. In: Bulletin géodésique. Band 61, 1961.